# Гянджлик (станция метро)
«Гянджлик» (азерб. Gənclik — с азербайджанского "Молодёжная") — станция первой (Красной) линии Бакинского метрополитена и станция второй (Зелёной) линии Бакинского метрополитена. Расположена между станциями «Нариман Нариманов» и «28 Май».

## Характеристика
Станция введена в эксплуатацию 6 ноября 1967 года в составе первого пускового участка «Нариман Нариманов» — «Бакы Совети».
Выходы в город из станции ведут в два подземных перехода, один из которых ведет к Республиканскому стадиону и зоопарку, улице Фатали Хана Хойского и проспекту Ататюрка.
«Гянджлик» — колонная станция мелкого заложения. По архитектуре повторяет станцию московского метро Кропоткинская. Колонны состоят из двух частей: нижняя, более массивная, облицована мрамором, верхняя, капитель, покрыта клеевой побелкой. Особый эффект в том, что составные колонны кажутся меньше по высоте и как бы уходят вдаль, создавая ощущение перспективы. 
На колонны и на карнизы, расположенные вдоль путевых стен, нанесён восточный, стрельчатый рисунок. Стрельчатый рисунок и подсветка капителей как бы поднимает потолок, делает вестибюль станции более мягким, воздушным, светлым. Панно на стенах станции оформлены флорентийской мозаикой. Близость крупнейшего в республике стадиона сказалась на теме оформления станции, которую можно охарактеризовать, как спортивную. Символические фигуры юношей и девушек олицетворяют силу и ловкость. 
Над панно совместно с автором художником-керамистом Р. Халафовым работали московские мастера-мраморщики Юрий Полюшкин и Евгений Синюков. Автор проекта станции — К. И. Сенчихин.
При подъезде к станции в вагонах звучит фрагмент из песни «Ötən Günlər» (Yadındamı) композитора Хайяма Мирзазаде.
7 февраля 2025 года около станции открыт парк.

## Галерея
- Парк
- Название станции на путевой стене